# Markus Ulbig
Markus Ulbig, né le 1er avril 1964 à Altenberg, est un homme politique allemand membre de l'Union chrétienne-démocrate d'Allemagne.
Après avoir dirigé le cabinet du bourgmestre de Pirna, il est élu à ce poste en 2001, et le conserve jusqu'à sa nomination comme ministre régional de l'Intérieur du Land de Saxe en 2009, dans la coalition noire-jaune conduite par le chrétien-démocrate Stanislaw Tillich.

## Éléments personnels

### Formation et carrière
Après avoir suivi une formation professionnelle de mécanicien radio et électronicien, il entre à l'académie de gestion et des sciences économiques de Dresde, dont il ressort avec un diplôme en gestion et sciences des affaires. Il étudie ensuite les sciences économiques à l'université des sciences appliquées de Zittau/Görlitz, où il obtient un Bachelor of Arts en gestion des entreprises.
Il commence à travailler en 1983, dans le secteur privé, puis devient sept ans plus tard directeur de cabinet du bourgmestre de la ville de Pirna. En 1992, il est nommé chef du département municipal des Travaux publics, avant d'entrer au ministère régional de l'Intérieur de Saxe en 1999, comme conseiller. Il renonce à ce poste en 2001.

### Vie privée
Né à Altenberg, dans le quartier de Zinnwald, il déménage à Pirna en 1987, et y vit toujours en compagnie de sa femme et de ses quatre enfants.

## Carrière politique
Il adhère à l'Union chrétienne-démocrate d'Allemagne (CDU) en octobre 1990.
Il est élu bourgmestre de Pirna en 2001, et se voit réélu sept ans plus tard avec plus de 64 % des voix. Le 30 septembre 2009, Markus Ulbig est nommé ministre régional de l'Intérieur du Land de Saxe dans la coalition noire-jaune dirigée par le ministre-président chrétien-démocrate sortant, Stanislaw Tillich. Il démissionne alors de la mairie de Pirna.